# فینال جام حذفی فوتبال انگلستان ۱۹۱۱
فینال جام حذفی فوتبال انگلستان ۱۹۱۱، رقابت پایانی جام حذفی فوتبال انگلستان در سال ۱۹۱۱ میلادی است که مابین دو تیم باشگاه فوتبال برادفورد سیتی و باشگاه فوتبال نیوکاسل یونایتد در کریستال پالاس لندن برگزار شده‌است.
این مسابقه که در تاریخ ۲۲ آوریل ۱۹۱۱ انجام شده‌است با نتیجه ۰ بر ۰ به پایان رسید.
در بازی تکراری که در ۲۶ آوریل ۱۹۱۱ برگزار شد باشگاه فوتبال برادفورد سیتی با نتیجه یک بر صفر به پیروزی رسید.